# 中国农工银行
中国农工银行是中华民国至中华人民共和国初期的一家银行。

## 简介
中国农工银行的前身是1918年中华民国北京政府财政部在大兴县、宛平县设立的大宛农工银行。该银行的宗旨是“融通资财，辅助农工业”，以接济农工为主营，兼营普通银行业务。该银行原属官商合办的地方银行，1920年因官股未拨而改为商办。
1927年初，北洋政府财政部以“近年来全国农工业每苦资金不足，难于发展，而各地设立农工银行者，为数寥寥，不足以资救济”为由，令大宛农工银行改组为中国农工银行，并于同年2月开业，同时在北京、上海、天津设分行。其中，天津分行行址位于天津法租界十四号路（今承德道）24号。
1929年，中国农工银行总行由北平迁至天津，1931年3月，总行由天津迁至上海，天津仍设天津分行。1937年抗日战争爆发后，天津分行的业务基本上被中国联合准备银行取代。
中华人民共和国成立后，中国农工银行对机构进行紧缩，仅保留了上海总行和天津分行。中国农工银行北平分行乃于1950年2月停业清理。1952年，天津分行参加公私合营而结束。

## 建筑遗迹
- 中国农工银行旧址
- 中国农工银行天津分行大楼